# Hemerobius grahami
Hemerobius grahami är en insektsart som beskrevs av Banks 1940. Hemerobius grahami ingår i släktet Hemerobius och familjen florsländor. Inga underarter finns listade i Catalogue of Life.